# 安中由依
安中 由依（あんなか ゆい、1984年1月26日 - ）は、日本の女性シンガーソングライターである。
新潟県五泉市（旧村松町）出身。新潟県立五泉高等学校卒業。

## 略歴
かつて実家がCD販売店を経営しており、幼少期はちゃぶ台に上がって踊るほど歌うことが好きであったという。新潟県立五泉高等学校卒業後、歌手を目指して上京。特定の事務所には所属しておらず、派遣社員として事務の仕事と平行しつつ、新潟県内および東京都内を中心に音楽活動を行っている。
2009年8月30日、ミニアルバム『gift』発売でインディーズデビュー。2011年10月10日に開催された第7回「古町音楽祭」ではグランプリを受賞した。
五泉市で開催されるマラソン大会「ごせん紅葉マラソン」では、安中由依が作詞作曲を手がけた楽曲『スマイル』が大会公式ソングに採用されている。

## ディスコグラフィー

### ミニアルバム
- 『gift』（2009年）
- 『life』（2011年）
- 『START』（2013年）

## 出演

### ラジオ
- 東京ネットラジオ『由依barへようこそ』（2009年4月 - 2011年3月、パーソナリティを務めた）
- 『は〜とふる五泉からふるラジオ』（エフエムラジオ新潟、2012年1月4日ゲスト出演[6]）

## その他
ソロで活動する他、2009年3月22日に単発バンド『福音』（ふくおん）としてライブを行ったことがある。
2010年10月29日より北湯口舞（きたゆぐち まい、岩手県遠野市出身）とユニット『YUI&MAI』名義でライブも行っている。